# Haplomesus antarcticus
Haplomesus antarcticus is een pissebed uit de familie Ischnomesidae. De wetenschappelijke naam van de soort is voor het eerst geldig gepubliceerd in 1968 door Birstein.